# Chariaspilates gloriosaria
Chariaspilates gloriosaria är en fjärilsart som beskrevs av Jean Baptiste Boisduval 1840. Chariaspilates gloriosaria ingår i släktet Chariaspilates och familjen mätare. Inga underarter finns listade i Catalogue of Life.